# Vrouwen in het oude Rome

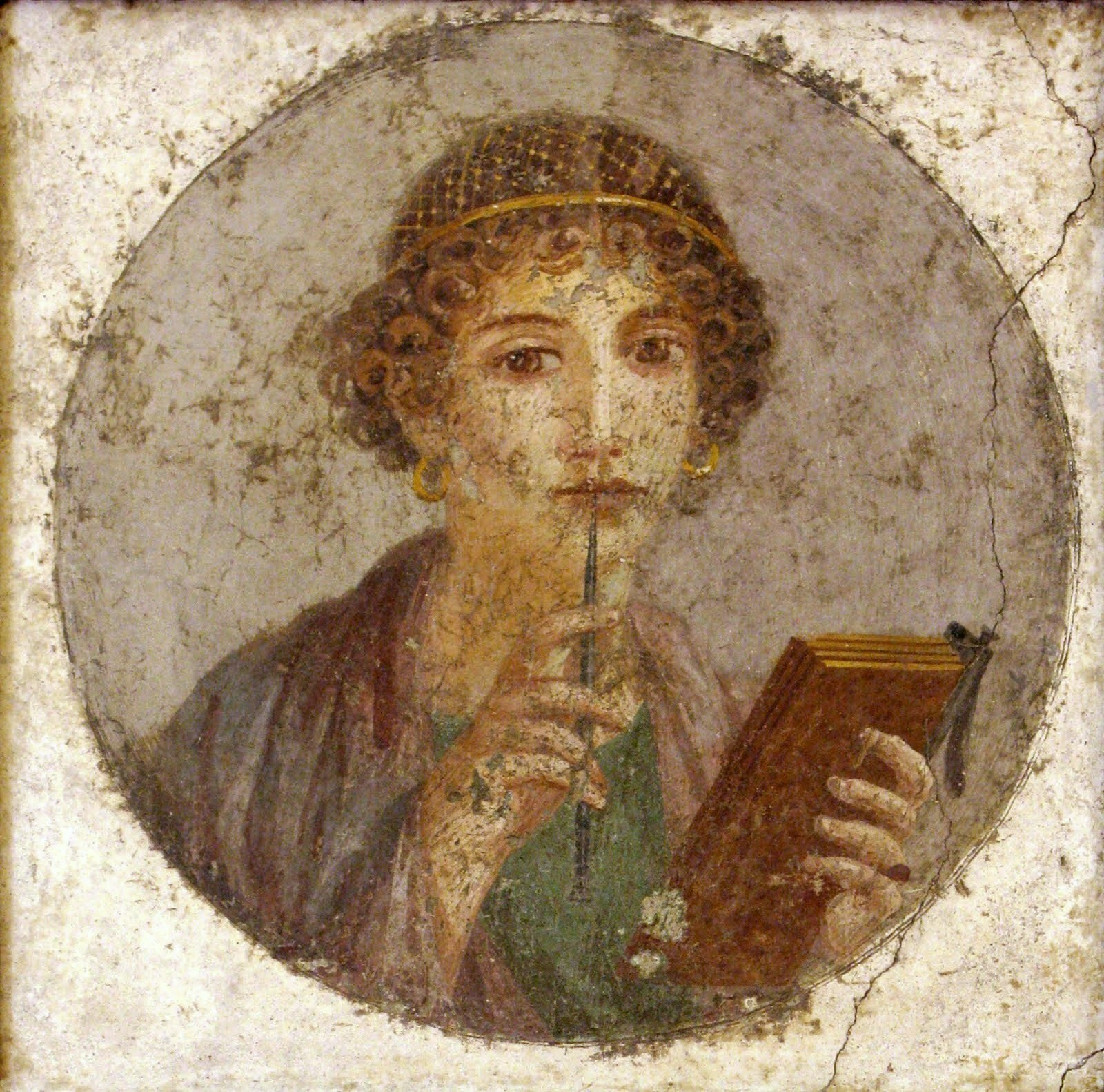
Fresco uit Pompei: een Romeinse vrouw met tabula en stilus (ca. 50 n.Chr.)

Romeinse vrouwen (exclusief slavinnen) hadden meer rechten in vergelijking met vrouwen in andere antieke maatschappijen, daar hun leven niet binnenshuis plaatsvond zoals in het oude Griekenland. Ze bezaten echter geen politieke rechten en konden vaak niet vrijelijk beschikken over hun eigen vermogen. De maatschappelijke positie van een vrouw was sterk afhankelijk van haar sociale rang.

## Ideaalbeeld van Romeinse vrouwen
Het ideaalbeeld van de Romeinse vrouw omvatte huiselijke deugden als kuisheid, bescheidenheid, een teruggetrokken levenswijze en liefde, trouw en gehoorzaamheid aan haar man. Niet alleen in klassieke teksten komen deze deugden voor maar ook op Romeinse grafschriften vinden we door de eeuwen verwijzingen naar het matrona-ideaal. We zien dit ideaal ook op het bekende grafschrift voor Claudia (de vrouw van Publius Papinius Statius) in eerste eeuw v.Chr. in Rome, een grafschrift over Amymone (tweede eeuw v.Chr., Rome) en ook grafschriften buiten Rome zoals het grafschrift van Postumia Matronilla (tweede eeuw v.Chr., Noord-Afrika).
De deugden van een matrona komen in de Romeinse samenleving ook tot uiting in de kledij die wordt afgebeeld op vrouwenstandbeelden. Het meest voorkomende kledingstuk was de stola, het traditionele kledingstuk van de getrouwde vrouw. Standbeelden van Romeinse vrouwen waren in het oude Rome dan ook gehuld in deze traditionele dracht. Standbeelden in het Romeinse Rijk werden vervaardigd om de eer en het prestige van de afgebeelde te benadrukken, hieruit kunnen we afleiden dat de standbeelden geen weerspiegeling van de dagelijkse kledij van vrouwen waren maar eerder een middel om de deugden die aan de stola verbonden zijn aan de afgebeelde toe te schrijven. De beelden tonen dus een ouderwetse, ceremoniële kledij met een sterke morele lading. De stola was in de keizertijd zeker geen dagelijkse dracht voor vrouwen. Het werd in de praktijk nauwelijks meer gedragen, of alleen bij officiële gelegenheden. Hieruit kunnen we concluderen dat het matrona-ideaal vooral een symbolische betekenis had in de Romeinse samenleving.

## Juridische positie
De wetenschappelijke inzichten in verband met de positie van de Romeinse vrouwen zijn de laatste honderd jaar sterk veranderd. In oudere boeken wordt deze positie vaak als volledig gelijkberechtigd beschreven, vandaag de dag wijst men echter vooral op de beperkingen. De reden voor deze verandering is eenvoudig. Niet enkel in vergelijking met hun Griekse tijdgenotes, maar ook met de vrouwen in de middeleeuwen, de nieuwe tijd tot ver in de 20e eeuw, waren de vrouwen in het oude Rome wel degelijk zeer vrij en "geëmancipeerd". Maar ze waren in geen geval gelijkberechtigd.
Nadat het huwelijk cum manu reeds ten tijde van de Romeinse Republiek een zeldzaamheid was geworden, waren vrouwen haast nooit meer afhankelijk van hun echtgenoten, maar in principe nog wel van hun vader. Daarin verschilde haar positie in de late Republiek niet langer meer van die van de man, die ook onder de patria potestas van zijn vader bleef, totdat deze stierf of hem door emancipatio hieruit ontzette (vandaar ook "emancipatie" dat letterlijk "uit de manus geven" betekent). Zolang zijn vader leefde, gold een Romein, evenals een Romeinse, als niet handelingsbekwaam, ook wanneer hij reeds 60 was, eigen kinderen en kleinkinderen had en voor de derde maal tot consul was verkozen. Het verschil werd pas duidelijk, wanneer respectievelijk een man of vrouw uit de patria potestas werd ontzet. Een man van minstens 14 jaar was op dat moment volledig vrij en kon zelf op zijn beurt de patria potestas uitoefenen, terwijl een vrouw minstens drie kinderen moest hebben om zonder tutor (voogd) over haar vermogen te kunnen beschikken en ze kon nooit de patria potestas over iemand bezitten („met een vrouw begint en eindigt haar familie“), waardoor ze ook niemand kon adopteren, en gold als juridisch niet verwant met haar eigen kinderen.
De belangrijkste beperkingen:
- De vrouwen mochten geen politiek ambt uitoefenen en hadden actief noch passief stemrecht.
- De vrouwen mochten geen aanklachten indienen en konden niet als juryleden de rechtspraak dienen.
- Vrouwen konden slechts volledig vrij over hun bezittingen beschikken, wanneer zij minstens drie kinderen hadden.[4] Anders was een tutor voor verschillende zaken vereist. De tutor kon niet de eigen echtgenoot of schoonvader zijn, maar wel een eigen verwant, want in het huwelijk sine manu bleef de vrouw lid van de familia van haar vader. Een weduwe (vidua - betekende ook gescheidene) gold als eigen rechtspersoon, maar men verwachter echter wel dat ten minste jonge weduwen hertrouwden.
- Vrouwen werden door verschillende wetten benadeeld bij het erven.

### Echtgenote

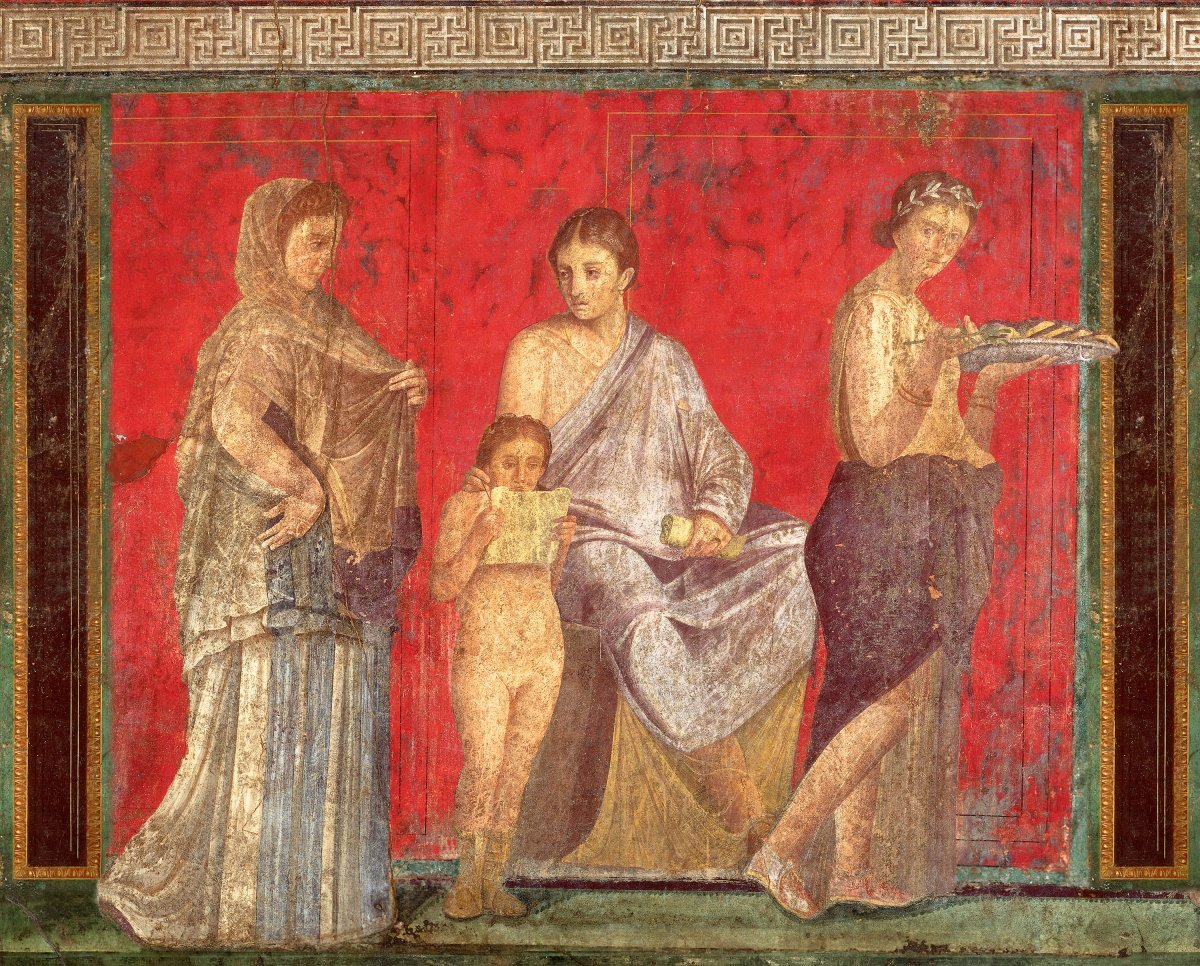
Fresco uit de Villa dei Misteri (Pompeï, ca. 60 v.Chr.)

De verloving en huwelijksceremonie vond vroeg plaats, bij sommige meisjes reeds op de wettelijke minimumleeftijd van 12 jaar, daar het huwelijk van een dochter steeds een politiek-zakelijke verbintenis was tussen haar familia en die van haar echtgenoot. De arts Soranos van Efeze gaf het advies dat het huwelijk kort na de menarche (eerste maandstonden) moest plaatsvinden. Augustus' huwelijkswetten schreven voor dat een vrouw op haar twintigste moeder zou moeten zijn (Lex Iulia et Papia Poppaea).
In de vroegste periode van de republiek was het huwelijk cum manu in zwang, waarbij de vrouw in de macht (letterlijk: de manus ("hand")) van haar man overging. Dit kon op drieërlei wijze tot stand komen: door een symbolische koopakte (coemptio), door het samenleven voor één jaar, in dewelke de vrouw niet langer dan drie dagen en nachten achterelkaar het huis verliet (usus), of door het gezamenlijk offeren en opeten van een offerkoek in aanwezigheid van een priester (confarreatio). Deze laatste vorm vereiste de naleving van vele gebruiken, zo moest de bruid in een wit flanellen kleed (tunica) trouwen.
Vanaf de 3e eeuw v.Chr. werd het huwelijk cum manu meer en meer door het huwelijk sine manu (zonder "machtsoverdracht") vervangen, waarbij de vrouw niet meer van haar man afhankelijk werd, zolang ze minstens drie dagen in het jaar zijn huis verliet. De vrouw bleef daarbij eigenares van haar bruidsschat en kon onafhankelijk van haar echtgenoot bezit verwerven en erven. Ze kon zich op elk ogenblik laten scheiden, waarbij ze met haar bezittingen het huis verliet. Op een even makkelijke manier kon de man zich laten scheiden. Daar de meeste huwelijken gearrangeerd waren, waren scheidingen aan de orde van de dag, hetzij omdat de familiae tussen dewelke het huwelijk was gesloten geen belang meer hadden aan de verbintenis, hetzij uit persoonlijke redenen. Vanaf de 2e eeuw v.Chr. ging het initiatief daarbij in toenemende mate van vrouwen uit.
Het huwelijk moest binnen de eigen stand plaatsvinden, zo waren in de vroegste tijd van Rome huwelijken tussen patriciërs en plebejers niet geoorloofd. Het was Romeinen verboden met niet-Romeinse vrouwen te trouwen (en omgekeerd). Huwelijken met vrijgelatenen van de eerste en tweede generatie waren in de lex Iulia ten minste voor senatoriale families verboden. Het concubinaat was daarentegen wijdverbreid.

### Namen
In de Republiek was het gebruikelijk, dat vrouwen alleen de vrouwelijke vorm van het nomen gentile droegen. Bij meerdere dochters werd vaak maior (de oudere), minor (de jongere) of Tertia (de derde) aan hun naam toegevoegd. Pas vanaf de late Republiek ging men ertoe over, ook meisjes een individueel cognomen te geven, waarbij vaak de naam van de voorouders langs moederskant werd gebruikt, zoals Claudia Antonia en Claudia Octavia, de dochters van Claudius, die respectievelijk naar hun grootmoeder Antonia minor en overgrootmoeder Octavia Thurina minor waren vernoemd.
Slavinnen droegen de namen die hun meesters hen gaven. Vrijgelaten behielden hun slavennaam als cognomen en namen het nomen gentile van degene die hen had vrijgelaten aan. Evenzo namen nieuwe burgers het nomen gentile aan van degene die hen het burgerrecht had verleend.

## Privaat leven

### Huwelijk
Een Romeins huwelijk kon op twee manieren gesloten worden: Cum conventione in manum, dat wil zeggen met juridische overdracht van al haar bevoegdheden in de handen van de echtgenoot en Sine conventione, zonder die overdracht van bevoegdheid. In het eerste geval trad de vrouw toe tot de familie van haar echtgenoot en kreeg de status van filia (dochter), wat in de praktijk betekende dat ze niet zelfstandig bezit kon verwerven, een rechtszaak aanspannen of overeenkomsten sluiten, aangezien de pater familias de juridische zeggenschap over zijn kinderen (en dus ook zijn vrouw) had. In het tweede geval, omdat zij niet tot de familie toetrad, hield zij (grotendeels) haar zelfstandigheid en kon zelfs mater familias worden. In adellijke families was een traditioneel huwelijk (dat wil zeggen Cum conventione in manum) een ongeschreven regel, maar onder het gewone volk was deze vorm uiterst onpopulair.
Voor een huwelijk was in ieder geval Connubium een absolute voorwaarde, een tamelijk verwarrend begrip dat onder andere inhield dat het huwelijk vrijwillig moest worden gesloten, nauwe graden van verwantschap of grote verschillen in standsverschil werden uitgesloten. Tussen een burger en een slaaf kon bijvoorbeeld geen sprake zijn van connubium.
Voor het huwelijk was geen bepaalde formaliteit voorgeschreven, als een vrouw een jaar lang bij haar echtgenoot inwoonde (matrimonii causa) ging zij automatisch over in de familie van haar echtgenoot. In de wetten van de Twaalf Tafelen staat echter dat als een vrouw dit wil vermijden, zij minstens drie nachten (een trinoctium') buiten het huis van haar echtgenoot moet verblijven om zo de usus, dat wil zeggen de gewoonte, te doorbreken.
Een andere vorm van huwelijk was het Farreum, waarbij in aanwezigheid van getuigen, bepaalde formules werden uitgesproken door de echtelieden en religieuze plechtigheden plaatsvonden waarin het panis farreus een belangrijke rol speelde. Deze vorm van huwelijk stond bekend als Confarreatio. Deze vorm van huwelijk was zelfs in het keizerrijk gebruikelijk voor de Flamines maiores en bepaalde anderen (zoals leden van het keizerlijk huis).

### Kleding

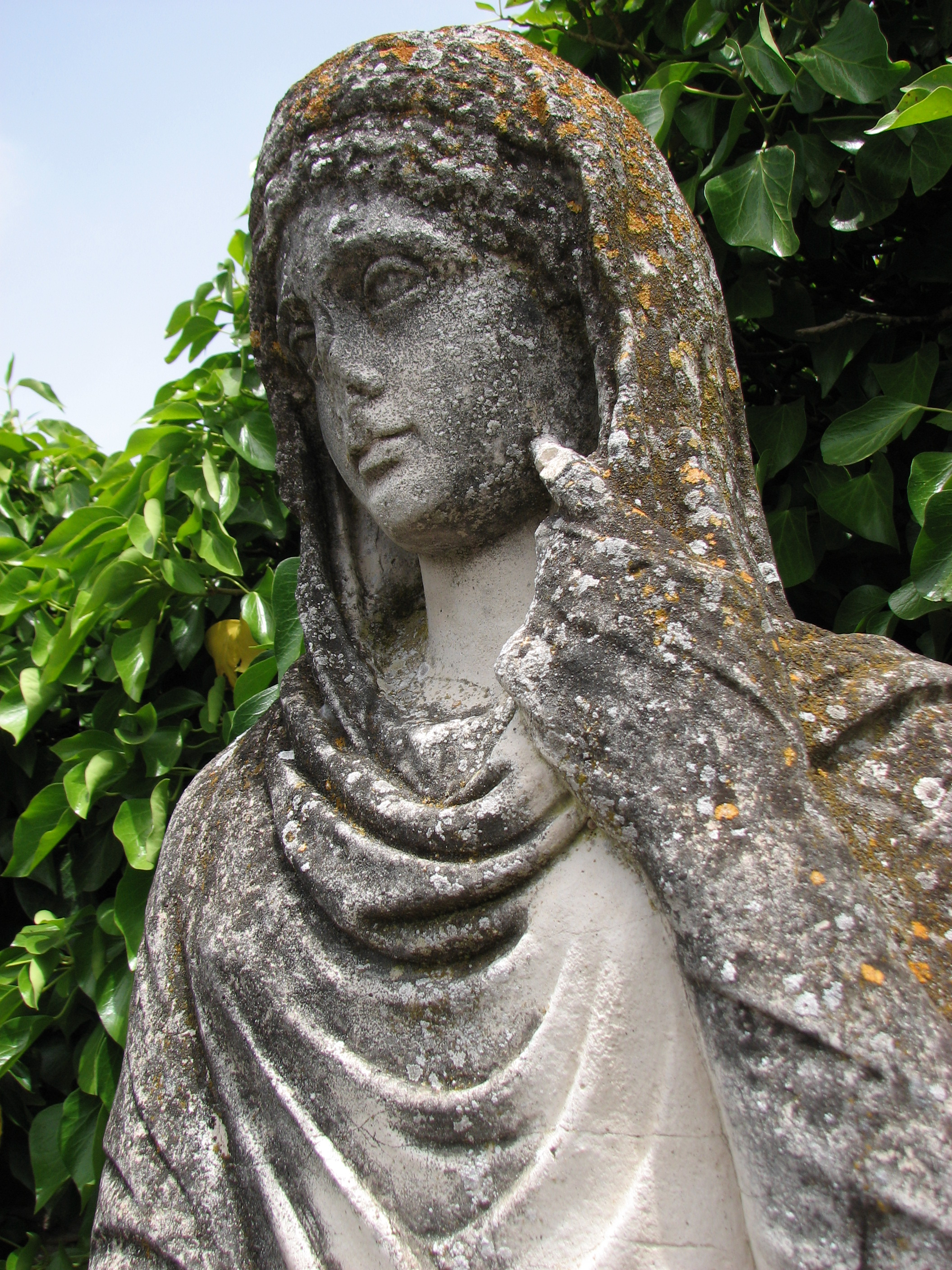
Vrouw met palla (1e eeuw n.Chr., Ostia Antica)

Waar vroeger nog het ricinium, een eenvoudige vierkante schoudermantel, over schouders en hoofd werd gedrapeerd, sloeg een vrouw zich later de palla (de vrouwen droegen als ze ergens naartoe gingen een receptie), een zeer brede rechthoekige sjaal, die tot aan de knieën reikte, om schouder en hoofd. In latere tijden werd deze mantel op de rechterschouder met een fibula bevestigd.

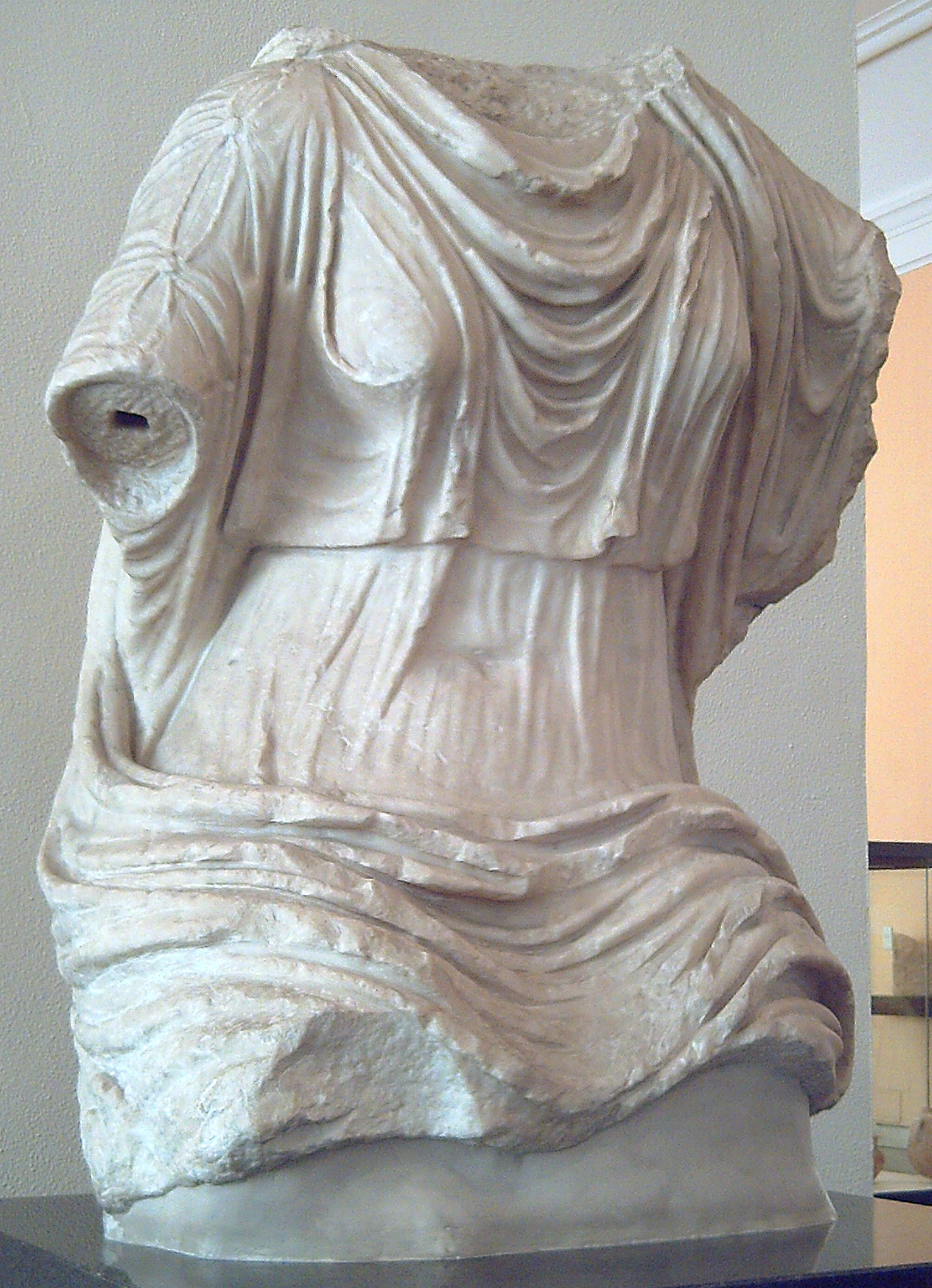
Vrouwentorso met stola, waarop men goed kan zien dat de mouwen niet waren genaaid (1e eeuw n.Chr., Museo Arqueológico Nacional in Madrid)

De stola, oorspronkelijk vestis longa (lang kleed) genoemd, was een losvallende tunica met kimono-achtige armen, die tot aan de voeten reikte, die in de taille en vaak ook onder de borsten door een gordel werd aangespannen en waarover de palla als een soort vrouwenmantel werd gedragen. Ze was de matrona, de vrijgeboren met een Romeinse burger getrouwde Romeinse vrouw, voorbehouden. Daar ze uit twee brede, slechts door de gordel en koorden aan de schouders samengehouden lappen stof bestond, was ze vrij ongemakkelijk en vereiste een waardige lichaamshouding en langzame bewegingen.
Onder de stola droeg de Romeinse vrouw een tunica. Vrijgelatene, slavinnen en meisjes droegen enkel dit kledingstuk, dat bij vrouwen gewoonlijk langer was dan bij mannen.
Op reis en bij slecht weer droegen de vrouwen gelijkaardige schoudermantels en mantels, deels ook met kap, zoals de mannen.
De toga, een kledingstuk van de mannen, werd van tijd tot tijd ook door vrouwen gedragen, maar gold als onderscheidingsteken van hoertjes en veroordeelde echtbreeksters (toga pulla).

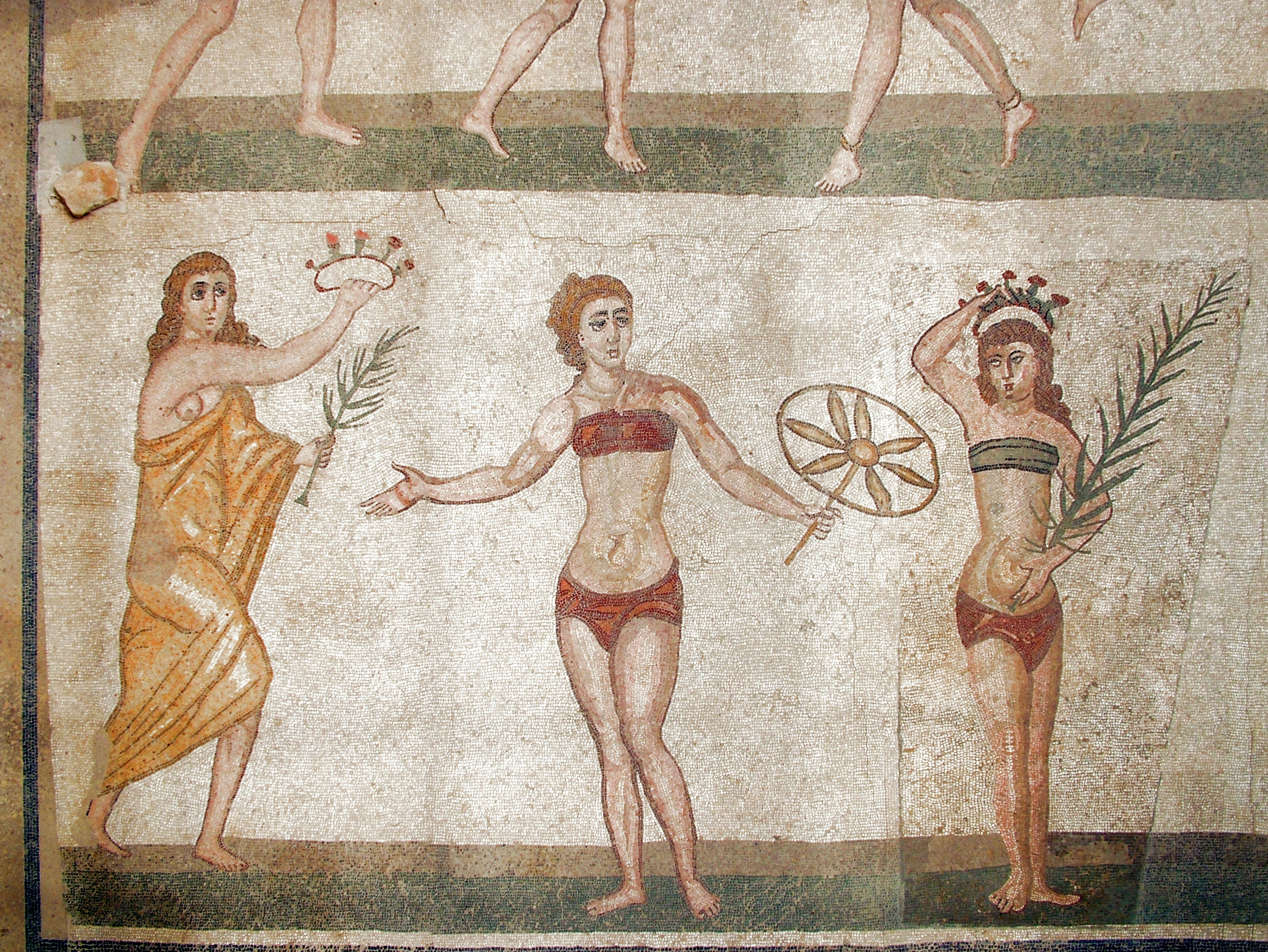
Meisjes in "bikini" (3e eeuw n.Chr., Villa Romana del Casale)

Wat men nu ondergoed noemt, was de Romeinen niet vreemd. Zo maakten de busteband (fascia of strophium), een band van zacht leer zonder dragers, en het indusium of intusium, een hemdachtige mouwloze hanger, een belangrijk onderdeel van de kleding uit. Naar eigen inzicht droegen sommige vrouwen soms ook nog een ondertunica (intusiatus tunica). Bij het bezoek aan de thermen droeg men een soort bikini.
Het schoeisel bestond uit hetzelfde materiaal en had dezelfde vorm als die van de mannen (calceus), maar de kleuren waren levendiger en helderder.
Hoewel er weliswaar bijna geen verandering in snit kwam, veranderde het materiaal van de kleding ten minste bij de rijkere vrouwen in de loop van de eeuwen wezenlijk. Oorspronkelijk werd wol en linnen voor de aanmaak van kledingstukken gebruikt, wat nog door de weinig ontwikkelde handel in de hand werd gewerkt. Met de toenemende mogelijkheden werden de voorkeur gegeven aan fijnere en lichtere weefsels zoals de uit China ingevoerde zijde en katoen. Plinius noemde zijde een middel, « dat geklede vrouwen ontbloot. »
De populairste kleuren, naast eenvoudig wit, waren alle schakeringen tussen rood en blauw, als b.v. violet en purper. In het bijzonder donkerroze (nigrantis rosae) alsook fel scharlakenrood (nimiae eius nigritiae austeritas illa nitorque) schijnen favoriete kleuren onder de Romeinse vrouwen te zijn geweest. Het principe was dat felle kleuren bij een donkere huidskleur paste en omgekeerd.

### Haar, kapsels en hoofdbedekking

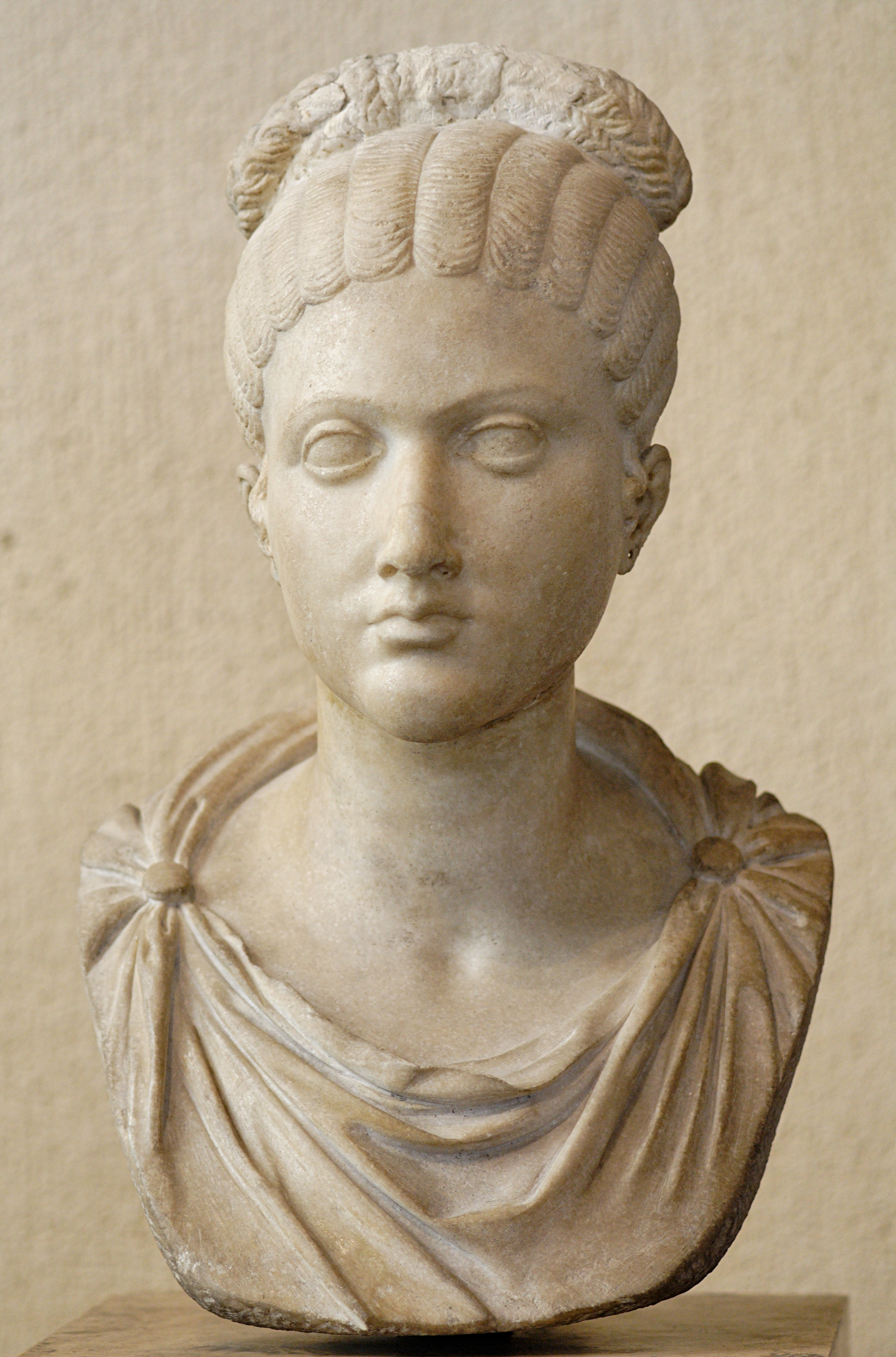
Jonge vrouw met gecompliceerd vlechtkapsel (1e eeuw n.Chr., Louvre)

De kapsels van de Romeinse vrouwen veranderden in de loop der tijd en hingen van haar ouderdom en sociale status af.
Het kapsel van de Romeinse vrouw heeft, in tegenstelling tot de klederdracht, wel een evolutie doorgemaakt doorheen de tijd. Tijdens de Republiek was haar kapsel eerder eenvoudig, een knot in de nek met een middenscheiding. Een meer uitgesproken en frivool kapsel werd als ongepast beschouwd voor getrouwde vrouwen. Later kregen vrouwen meer belangstelling voor hun haren. Kleding werd ondergeschikt aan hun kapsel en sieraden. In de Keizertijd werden de kapsels veel ingewikkelder en creatiever. Op basis van de stijl van het kapsel is het mogelijk beelden van Romeinse vrouwen te dateren. De kapsels van de vrouwen en vrouwelijke bloedverwanten van de keizers waren toonaangevend. Een voorbeeld, dat onder andere gedragen werd door Octavia, is een kapsel waarbij er een pluk haar over het voorhoofd werd gevouwen, waarna het als een vlecht naar de nek gebracht werd. In de nek werd er een knot gemaakt van die pluk samen met twee zijlokken, die over de slapen krulden. Niet alle vrouwen droegen echter zulke ingewikkelde kapsels, eenvoudige haartooien werden nog altijd gedragen. In de loop der eeuwen ontstonden er steeds meer kapsels en waren er steeds andere in de mode. Het is bij Romeinse vrouw echter nooit de mode geweest om het haar kort te dragen.
De meeste vrouwen lieten hun kapsels creëren door bekwame slaven. Vooral mannen bezochten barbiers om hun baard te laten scheren.
Behalve verschillende kapsels uitproberen konden vrouwen ook nog andere dingen doen met hun haren. Zo konden ze hun haar laten verven of bleken. Dit laatste werd vooral gedaan nadat men in contact was gekomen met de Germanen. Vrouwen kochten ook haar van blonde Germaanse vrouwen over (tegen goede betaling) en maakten daar pruiken van om blond te lijken. Ook haarstukjes werden gebruikt, of voor wie bijna helemaal kaal was kon een pruik de oplossing bieden. De meeste vrouwen maakten gebruik van een krultang om hun haren te krullen.